# Индийская тенуалоза
Индийская тенуалоза, или гильза индийская (лат. Tenualosa ilisha) — вид лучепёрых рыб семейства сельдевых. Обитает в тропических водах Индийского океана между 34° с. ш. и 5° с. ш. и между 42° в. д. и 97° в. д. Встречается на глубине до 200 м. Максимальная длина 60 см. Является объектом коммерческого промысла. Национальная рыба Бангладеш.

## Описание
Рыба средних размеров, самки несколько меньше, масса — до 3 кг. Спиной плавник имеет 15—16 лучей, анальный — 17—18, грудные 13—15. Киль образован 30—33 чешуями. За жаберными крышками заметно отчётливое тёмное пятно, у молодых особей таких пятен может быть несколько в ряд. Продолговатое тело сжато с боков. Брюшной киль хорошо развит. Рот конечный. Имеется жировое веко. Верхнюю часть головы покрывает толстая кожа. Длина головы равна 28,6—32,5 %, а высота тела 31,0—36,0 общей длины. Спинка серовато-зелёного цвета, бока светлые.
Максимальная зарегистрированная длина 60 см, а масса 680 г. Средняя длина около 36—42 см.

## Ареал
Обитает в северной части Индийского океана от Персидского залива на восток до Андаманского побережья, включая воды вдоль берегов Индии, западных берегов Таиланда и Мьянмы. Есть также сообщения о встречах этого вида в Тонкинском заливе, в бассейне реки Тигр и других рек юга Ирака.

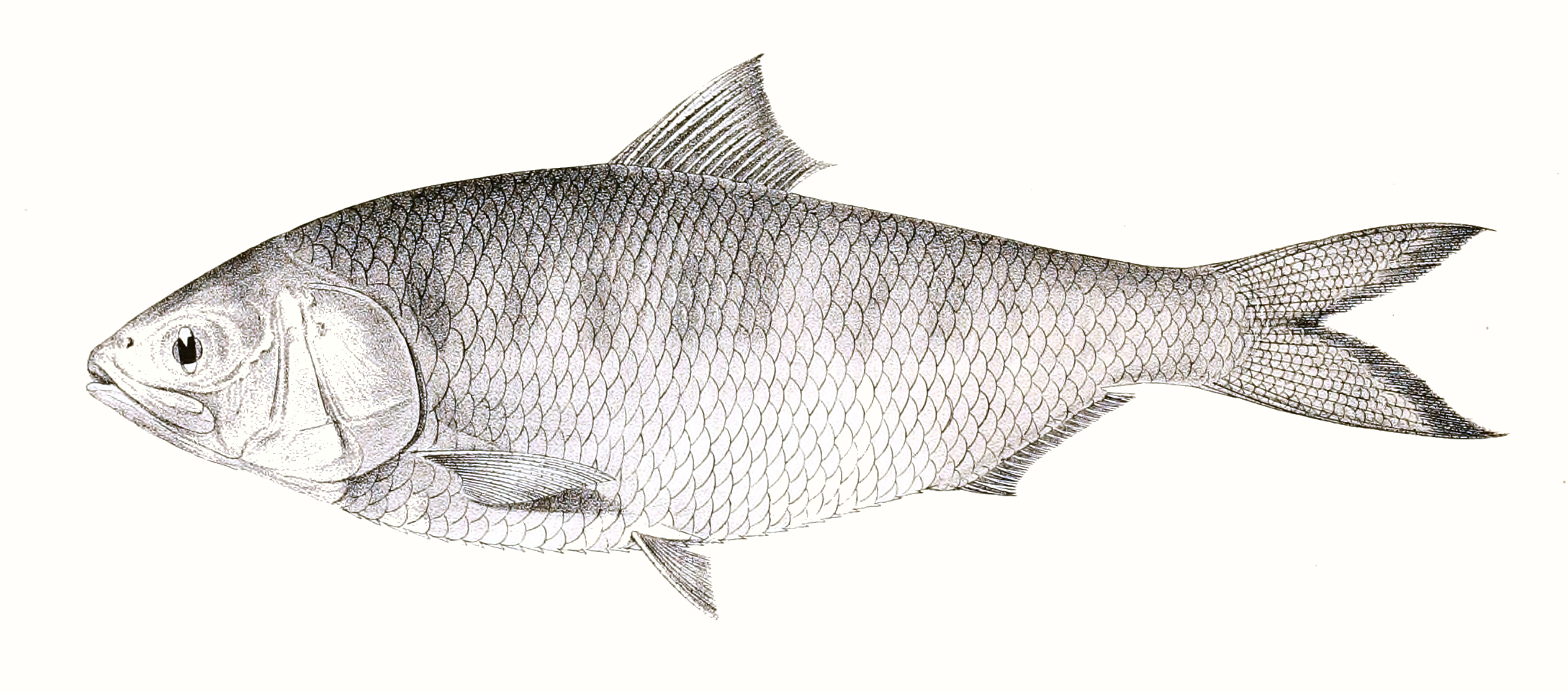
Размер этих рыб изредка достигает 60 см.

## Биология
Живёт в морских, пресных и солоноватых водах. Анадромный вид. В море встречается в распреснённых районах. На нерест поднимается в реки, обычно на расстояние до 100 км, молодые особи могут нереститься в устьях рек в приливной зоне. Иногда идёт гораздо выше — на 1000—1200 км от устья. В крупных реках (Ганг) могут существовать миграционные и резидентные популяции.
Миграция и нерест происходят в сезоны муссонных ливней (январь—март, июнь—сентябрь). Молодь возвращается в море и обитает в прибрежной зоне.
Нерест происходит при температуре воды 25—28 °С. После нереста рыбы скатываются в море, в эстуарии и приустьевые участки. Плодовитость около 1 млн икринок. Икра сносится вниз по течению реки. К концу первого года жизни, проведённого в реке, молодь скатывается в море.
Продолжительность жизни 5—7 лет. В уловах преобладают рыбы длиной 30—40 см и массой 250—450 г. Индийские тенуалозы достигают половой зрелости при длине 16—19 см на втором году жизни. По сравнению с началом нереста (жирность мяса доходит до 20 %) эти рыбы сильно тощают.
Индийская тенуалоза питается планктоном на глубинах до 200 м или в поисках корма роет илистые грунты.

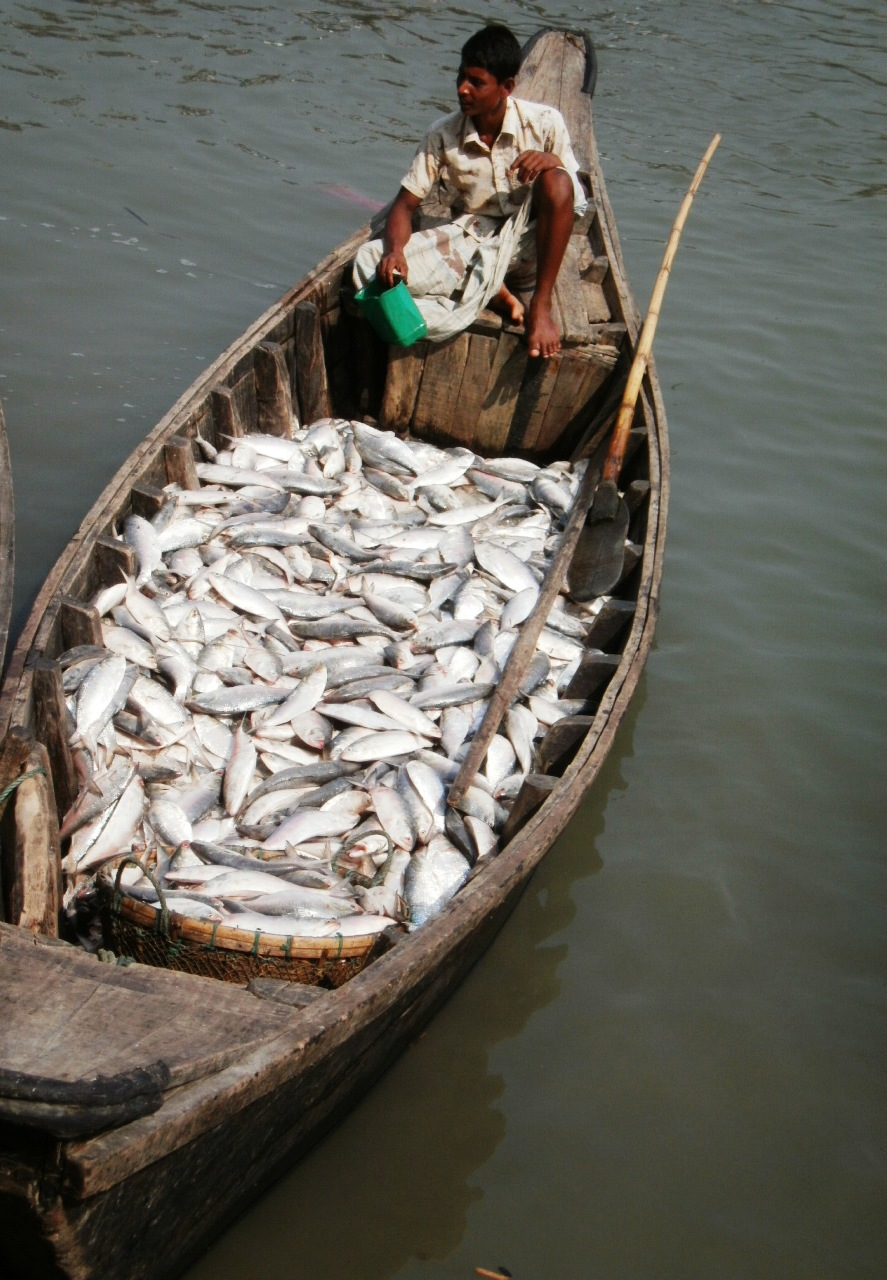
Индийская тенуалоза — важный объект промысла в ряде стран.

## Промысел
Индийская тенуалоза является объектом рыболовства в Индии, Бангладеш, Пакистане и других странах. Её ловят, главным образом, в пресных водах. Промысел ведётся в основном жаберными сетями и ставными ловушками. Считается, что на пресноводных этапах жизненного цикла рыба имеет лучший вкус. Особенно популярна эта рыба в Бангладеш, где её считают одним из национальных символов. Основные места промысла — крупные реки в их нижнем течении: Мегхна, Джамуна, Инд, Падма, Маханади, Нармада, Годавари.
Ежегодный объём вылова составлял примерно пять миллионов тонн, причём половина приходилась на Бангладеш. Существуют опасения возможного перелова и ухудшения состояния популяций в связи с промыслом, изменения режима рек из-за строительства плотин, загрязнения вод. В некоторых странах введён запрет на вылов молодых рыб. Международный союз охраны природы присвоил виду охранный статус «Вызывающий наименьшие опасения».
Употребляют в свежем, солёном и сушёном виде. Рыба очень жирная, имеет прочные кости. Существует множество способов ее приготовления. В национальных кухнях Бенгалии её тушат с горчичными зёрнами, запекают в молодых листьях банана, тушат с пряностями и овощами.